# Sosto
Der Sosto ist ein 2221 m ü. M. hoher Berg im Bleniotal im Kanton Tessin in der Schweiz. Er überragt steil das Dorf Olivone, das auf rund 900 Meter am südwestlichen Fuss des Berges liegt, sowie das Dorf Campo (1215 m ü. M.) im Nordwesten.

## Aufbau
Der Sosto, eine markante und alleinstehende Felspyramide, wird auch Matterhorn des Bleniotals genannt. Diesen Beinamen erhielt er durch seine markante Form mit den steil abfallenden West- und Südhängen. Die Nord- und Ostseiten zu den Seitentälern Val Luzzone respektive Val Carassin fallen weniger tief ab.
Am Fuss der Westwand hat der Brenno die enge Schlucht Gola del Sosto zwischen Sosto und dem Bergstock Töira (Pizzo Rossetto, 2099 m ü. M.) geschaffen. Die alte Strasse Vecchia Strada del Sosto nach Campo, die durch die Schlucht führt, wurde durch einen Tunnel ersetzt.
Der Sosto besteht aus Gneis. Teile des Berges, so die Gipfelregion, sind aus Schiefer. Der blaugraue Kalkglimmerschiefer mit Kieselkalk und Marmorlagen ist in der Geologie der Alpen sogar namensprägend für eine Sub-Einheit (4. Ordnung). Der Sosto-Schiefer gehört zum Bündnerschiefer.

## Zugang
Von Olivone führt eine Materialseilbahn zur Alp Cumpiètt am Südhang (1570 m ü. M.). Von dort führt ein Weg der Ostflanke des Berges entlang nach Norden zum Stausee Lago di Luzzone (1609 m ü. M.). Er quert den Passo Muazz (1697 m ü. M.), der auch vom Lago di Luzzone aus mit dem Auto erreicht werden kann.
Die Besteigung erfolgt am einfachsten vom Passo Muazz aus, wo sich ein unmarkierter Weg steil zum nordöstlich vorgelagerten Nebengipfel (2102 m ü. M.) hochzieht. Im letzten Stück zum Gipfel ist Fels zu überqueren. Der Schwierigkeitsgrad wird mit T4 bis T5 angegeben.

## Varia

Sosto auf dem Wappen von Olivone

Der Sosto ist auf dem Wappen von Olivone in rot schematisch dargestellt.